# Patofiziologija
Patofiziologija (patološka fiziologija) je znanost koja proučava uzroke (etiologija), mehanizme nastanka (patogeneza), tijek i posljedice patoloških promjena u bolesnom organizmu. 
Za razliku od patologije koja se uglavnom bavi morfološkim promjenama (promjenama u izgledu), patofiziologija proučava poremećaje funkcije tkiva, organa i cijelog organizma, jer su ti poremećaji zajednički mnogim bolestima, patofiziologija u prvi plan stavlja cjelovit pristup bolesniku, a ne ograničava se samo na organ u kojem je započeo patološki proces. Povezujući temeljne i kliničke medicinske discipline, u svojem se djelovanju koristi eksperimentalnim radom i kliničkim opažanjima.
Patofiziogija proučava dinamiku promjena koje nastaju u patološki promijenjenim organima. Ova znanost bavi se bolestima uzrokovanim promjenama,tj.proučava poremećenu normalnu fiziologiju. Budući da su struktura i funkcija tijesno međusobno povezane,sasvim je jasno da se promjene u strukturi tkiva i organa moraju odraziti u promijenjenoj funkciji. Isto će tako i promijenjena funkcija dovesti do dodatnih promijena u građi tijela. Proučavajući patologiju i patofiziologij vi ćete znači naučiti kako tijelo reagira na bolest,kako se bolesti razvijaju i kako ti poremećaji uzrokuju promjene normalne građe(anatomije) i funkcije(fiziologije) pojedinih organa te tijela u cijelosti. 